# 秋田県道68号白沢田代線
秋田県道68号白沢田代線（あきたけんどう68ごう しらさわたしろせん）は、秋田県大館市を通る県道（主要地方道）である。

## 概要
国道7号・JR東日本 奥羽本線 白沢駅前の白沢交差点から西へ進み、大館市花岡の市街地を右折し山間部に入る。山間部は4.5kmが未改良区間で、冬期間通行止めになる。
また、当道路に一部並行している岩瀬川の上流には、山瀬ダムや、『アメッコ市（大館市の伝統行事）に飴を買いに降りてくる』という言い伝えがある「白髭大神」を祀る田代岳などの霊峰がそびえる。

### 路線データ
- 総延長 : 23.589 km[2]
- 実延長 : 23.589 km[2]
- 起点 : 秋田県大館市白沢字白沢522番7（国道7号交点・白沢交差点）[3]
- 終点 : 秋田県大館市岩瀬字ウド坂20番1（国道7号交点、田代大橋東交差点）[3]
- 未供用区間 : なし[2]

## 歴史
- 1959年（昭和34年）2月17日 - 花矢町花岡から白沢停車場まで花岡白沢停車場線（整理番号127）として秋田県道に認定される[4]。
- 1993年（平成5年） 5月11日 - 建設省から、県道釈迦内花岡白沢線の一部・県道花岡越山早口線が白沢田代線として主要地方道に指定される[5]。
- 1994年（平成6年）4月1日 - 県道を再編統合して、大館市白沢から北秋田郡田代町岩瀬まで、主要地方道として秋田県道に認定される[3]。

## 路線状況

### 重複区間
- 秋田県道192号釈迦内花岡白沢線（大館市白沢・起点 - 大館市花岡町字前田・交点）[2]

### 冬期閉鎖区間
- 区間 : 大館市二井山 - 大館市越山、8.1 km[6]
  - 期日 : 12月初旬 - 4月中旬[7]

### 交通不能区間
- なし[8]

## 地理

### 交差する道路
| 施設名           | 接続路線名                               | 備考               | 所在地                                                     |
| ---------------- | ---------------------------------------- | ------------------ | ---------------------------------------------------------- |
| 白沢交差点       | 国道7号                                  | 起点 県道192号終点 | 大館市白沢字白沢                                           |
|                  | 秋田県道192号釈迦内花岡白沢線            |                    | 大館市花岡町字前田北緯40度19分34.65秒 東経140度33分10.88秒 |
| 田代大橋東交差点 | 国道7号 （=秋田県道52号比内田代線 重複） | 終点 県道52号終点  | 大館市岩瀬字ウド坂                                         |

### 沿線の施設など
- JR東日本 奥羽本線 白沢駅
- 大館市立矢立小学校
- DOWAエコシステム関連施設（旧同和鉱業 花岡鉱山）
- 岩瀬川およびその上流にある施設・名所
  - 山瀬ダム、五色湖
  - 三菱重工業 名古屋誘導推進システム製作所 田代ロケット燃料試験場
  - 田代岳県立自然公園
    - 田代岳
    - 雷岳
    - 烏帽子岳